# Eupithecia pseudassimilata
Eupithecia pseudassimilata är en fjärilsart som beskrevs av Jaan Viidalepp och Mironov 1988. Eupithecia pseudassimilata ingår i släktet Eupithecia och familjen mätare. Inga underarter finns listade i Catalogue of Life.